# Lac de Sainte-Hélène
Le lac de Sainte-Hélène est un lac situé en France sur la commune de Sainte-Hélène-du-Lac dans le département de la Savoie en région Auvergne-Rhône-Alpes.
Le lac marque par ailleurs la limite avec les communes voisines de Saint-Pierre-de-Soucy et des Mollettes.

## Situation
Le lac de Sainte-Hélène est situé dans la partie sud de la combe de Savoie, et plus précisément dans le val Coisin, à l'intersection avec la Trouée des Marches, dans la région dite « Savoie propre » du département de la Savoie. Les communes arrosées par le lac sont Sainte-Hélène-du-Lac et, à leur limite, Saint-Pierre-de-Soucy et les Mollettes.

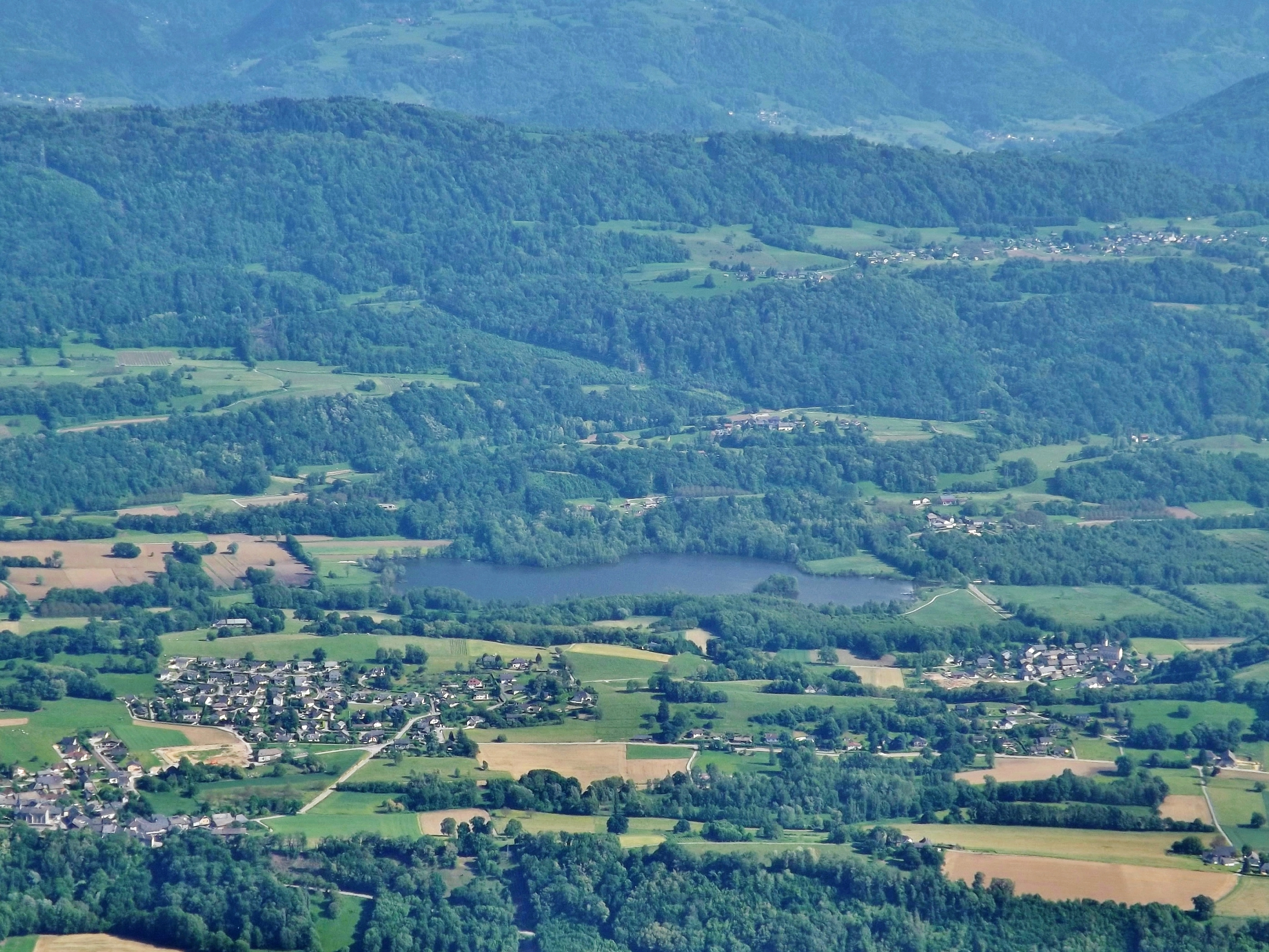
Le lac vu depuis le massif des Bauges.

## Description
Le lac de Sainte-Hélène est un lac d'origine post-glaciaire d'une superficie de 25 ha, d'une profondeur moyenne de 6 m et maximale de 10 m. Alimenté par le ruisseau du Coisin, son émissaire est le Coisetan et il possède une petite île du côté de sa rive ouest.
Après un projet de restauration écologique lancé au début des années 2000 par les acteurs locaux, le lac est couvert depuis 2007 par la zone naturelle d'intérêt écologique, faunistique et floristique (ZNIEFF) du « Marais du Coisetan et du lac de Sainte-Hélène » et par le site Natura 2000 « Réseau des zones humides dans la Combe de Savoie et la basse vallée de l’Isère » et fait en outre partie de l’inventaire des zones humides.
Le lac est enfin classé en deuxième catégorie piscicole et abrite tous les poissons blancs, à savoir des carpes en quantité, des tanches des brochets, des silure, des perches soleil, ou encore des achigans à grande bouche (aussi appelés perche truitée ou black-bass), introduits pour limiter la présence des poissons-chat.

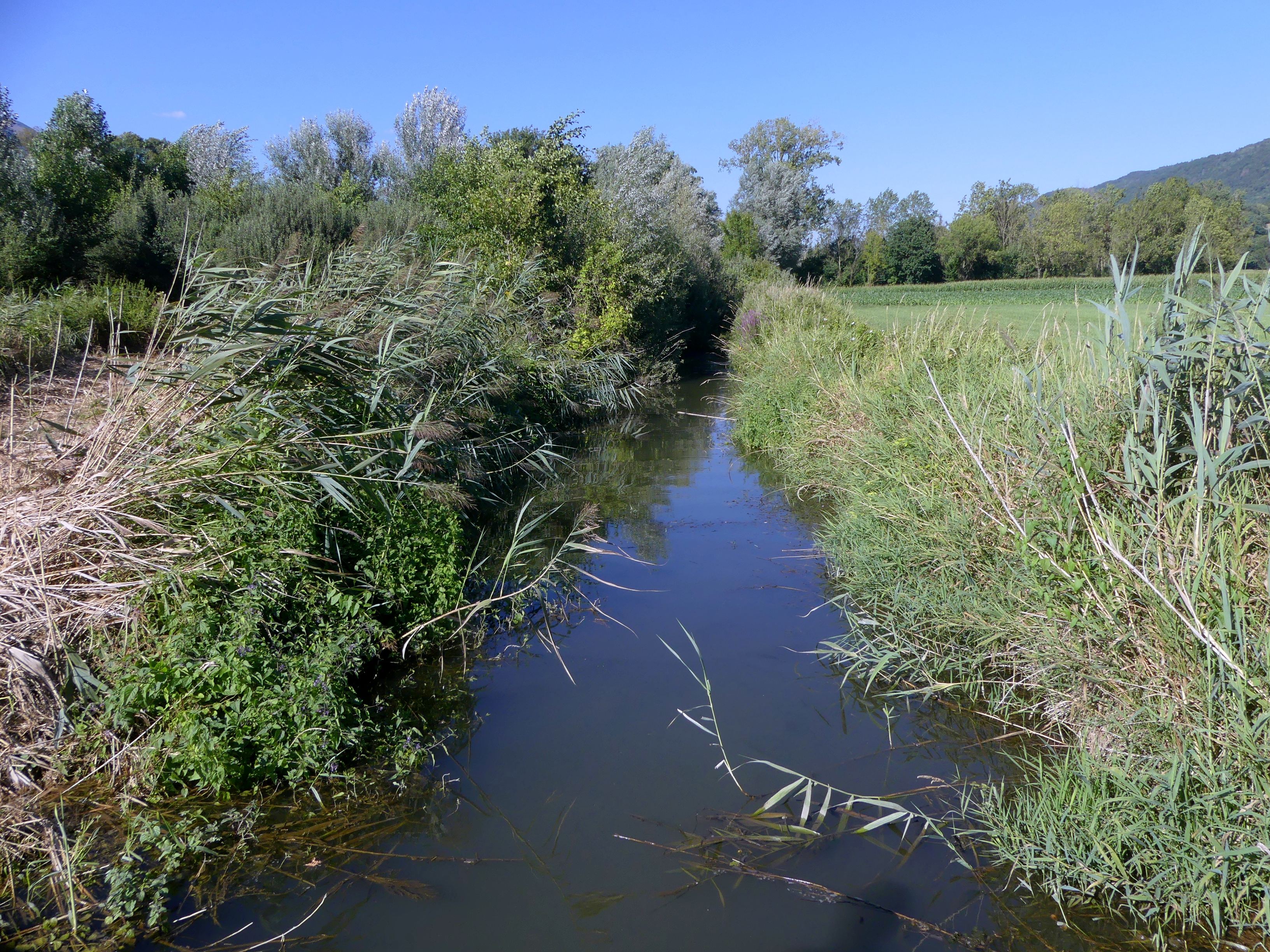
Le Coisin près de son embouchure.
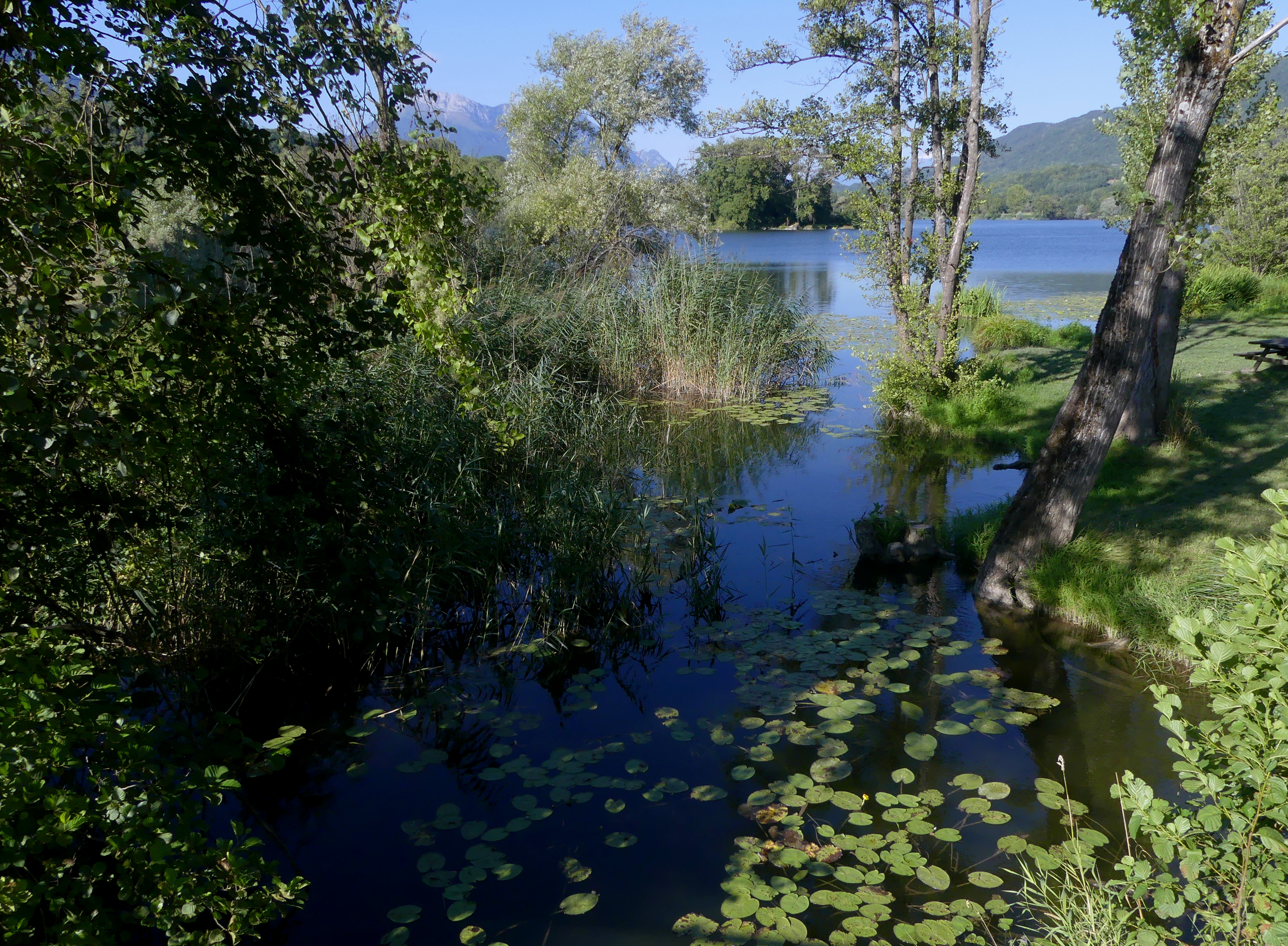
Le Coisetan commençant son cours.